# 蒂羅爾鎮區 (北達科他州格里格斯縣)
蒂羅爾鎮區（英語：Tyrol Township）是位於美國北達科他州格里格斯縣的一個鎮區。

## 地方資料
蒂羅爾鎮區的面積為95.48平方千米，當中陸地面積為94.98平方千米，而水域面積為0.49平方千米。根據2020年美國人口普查的數據，當地共有人口104人，而人口密度為每平方千米1.09人。